# Subregión de Sanquianga
La subregión de Sanquianga es una de las 13 subregiones del departamento colombiano de Nariño. Esta región hace parte de los territorios focalizados PDET.
Comprende los municipios de El Charco, La Tola, Mosquera, Olaya Herrera y Santa Bárbara, que abarcan un total de 5 844 kilómetros cuadrados.

## Población
En 2015 la población comprendía un total de 101 713 habitantes, que correspondían al 6,13 % del total del departamento de Nariño; de estos 33 258 estaban ubicados en el sector urbano y 68 455 en el sector rural. En cuestión de género el 52 % eran hombres y el 48 % mujeres.

## Economía
Las principales actividades económicas están basadas en el sector pesquero y agropecuario, destacando el cultivo de plátano, coco, cacao, caña de azúcar y frutas tropicales; igualmente es importante la explotación de los ganados bovino, porcino, equino y otras especies menores. También cabe resaltar la actividad minera. Las actividades de pesca se realizan de forma artesanal en la zona marina y zona de manglares.